# 帕尼尔巴虎属
帕尼尔巴虎属（学名：Paniegekko）是澳洲蜥虎科的一属。

## 下属物种
本属包括以下物种：
- Paniegekko madjo (Bauer, Jones & Sadlier, 2000)